# پروتئین‌های غشای سراسری

شکل پروتئین‌ها در غشای سلولی

پروتئین غشای سراسری یک یا گروهی از پروتئین‌هاست که به‌طور همیشگی به غشاء پلاسمایی سلول پیوسته‌است. توده‌های کروی‌شکل که در لایهٔ دوطبقه چربی شناورند، اینها پروتئین‌های غشا هستند که بخش اعظم آنها را گلیکو پروتئین‌ها تشکیل می‌دهند. دو گونه پروتئین در غشا وجود دارد: پروتئین غشای درونی یا سرتاسری که در همهٔ قطر غشا نفوذ می‌کنند و پروتئین‌های خارجی که فقط به یک سمت غشا می‌چسبند و در آن نفوذ نمی‌کنند.

شمار بسیاری از پروتئین غشای درونی مجراهای ساختاری ایجاد می‌کنند که از راه آنها مولکول‌های آب و مواد محلول درآب به ویژه یون‌ها می‌توانند بین مایع بیرون‌سلولی و درون‌سلولی انتشار یابند. این مجراهای پروتئینی دارای ویژگی‌های انتخابی نیز هستند که واپخش گزینشی برخی مواد به میزان بیشتر از مواد دیگر را امکان‌پذیر می‌سازند. شمار دیگر از پروتئین غشائی درونی به عنوان پروتئین‌های حامل برای جابجایی موادی عمل می‌کنند که در غیر این صورت نمی‌توانستند از لایهٔ دوطبقه چربی نفوذ کنند. گاهی نیز این پروتئین‌های حامل مواد را در جهتی خلاف جهت پخش طبیعی آنها جابجا می‌کنند که «انتقال فعال» نامیده می‌شوند. شمار دیگری از پروتئین غشائی درونی نقش آنزیمی دارند.

پروتئین‌های پیرامونی بیشتر روی سطح درونی پوسته وجود دارند و غالباً به یکی از پروتئین غشائی درونی چسبیده‌اند. این پروتئین‌های پیرامونی تقریباً به‌طور کامل نقش آنزیمی یا نقش دیگر سازمان دهنده‌های درون‌یاخته‌ای را دارا می‌باشند.
چنین پروتئین‌هایی را تنها می‌توان به کمک زداینده‌ها، حلال‌های غیرقطبی، یا عوامل واسرشتنده از پوستهٔ یاخته جدا کرد.